# أبو الحكم الكرماني
أبو الحكم الكرماني (368 - 458 هـ / 978 - 1066 م) هو جراح، عالم بالطب والهندسة، من أهل قرطبة.
هو أبو الحكم عمرو بن عبد الرحمن بن أحمد الكرماني. نشأ في قرطبة ثم رحل إلى المشرق ودرس العلوم في حران[ ؟ ] والجزيرة ، ثم عاد إلى سرقسطة واستقر بها. قال صاحب الأعلام «هو أول من حمل رسائل إخوان الصفاء إلى الأندلس.» أحد الراسخين في علم الهندسة
والعدد روى تلميذه الحسين بن محمد بن الحسين ابن حي المهندس، أنه ما لقي أحدًا يجاريه في علم الهندسة، ولا يشق غباره في فك غامضها وتبيين مشكلها، واستيفاء أجزائها. وكان رحل إلى المشرق، وانتهى إلى حران من بلاد الجزيرة، فعني هناك بطلب الهندسة والطب، ثم رجع إلى الأندلس — واستوطن مدينة سرقسطة. وهو الذي أدخل إلى، الأندلس رسائل إخوان الصفاء، ولا يعلم أحد أدخلها قبله. توفي بسرقسطة سنة 458 وقد بلغ التسعين أو جاوزها بقليل. ذكره صاعد وابن أبي أصيبعة.